# Ella den förtrollade
Ella den förtrollade (engelska: Ella Enchanted) är en amerikansk långfilm från 2004 i regi av Tommy O'Haver, med Anne Hathaway, Hugh Dancy, Cary Elwes och Aidan McArdle i rollerna.

## Handling
En fe har förtrollat Ella så att hon alltid lyder vad hon blir tillsagd. När hennes mamma dör och pappa gifter om sig börjar problemen. Hennes nya elaka styvsystrar utnyttjar hennes belägenhet när de märker att hon gör som de säger. Ella bestämmer sig för att hitta fen och ger sig in i en sagoskog där hon möter en ung vacker prins.

## Rollista
| Anne Hathaway   | – Ella          |
| Hugh Dancy      | – Char          |
| Cary Elwes      | – Edgar         |
| Aidan McArdle   | – Slannen       |
| Joanna Lumley   | – Dame Olga     |
| Lucy Punch      | – Hattie        |
| Jennifer Higham | – Olive         |
| Minnie Driver   | – Mandy         |
| Eric Idle       | – Berättare     |
| Steve Coogan    | – Heston (röst) |
| Jimi Mistry     | – Benny         |
| Vivica A. Fox   | – Lucinda       |
| Parminder Nagra | – Areida        |
| Jim Carter      | – Nish          |
| Patrick Bergin  | – Sir Peter     |